# Derek Mayer
Derek Christopher Mayer (* 21. Mai 1967 in Rossland, British Columbia) ist ein ehemaliger kanadischer Eishockeyspieler und jetziger -trainer, der zwischen 1996 und 2001 für die Eisbären Berlin in der DEL aktiv war.

## Karriere
Mayer begann seine Karriere im Jahr 1984 bei den Penticton Knights, ehe er 1985 ein Stipendium an der University of Denver. Dort spielte er für das Eishockeyteam in der Collegeliga Western Collegiate Hockey Association. Während des NHL Entry Draft 1986 sicherten sich die Verantwortlichen der Detroit Red Wings die Rechte an dem Verteidiger, als sie ihn in der dritten Runde an insgesamt 43. Position auswählten. Nachdem er sein Studium 1988 beendet hatte, war er daraufhin eine Saison für das Team Canada aktiv. Im Sommer 1989 wechselte er in die American Hockey League zum damaligen Farmteam der Detroit Red Wings, den Adirondack Red Wings. Während er in seiner ersten Spielzeit 1989/90 in Glens Falls noch einen Stammplatz im Team hatte, verlor er diesen bereits in der folgenden Saison und wurde daraufhin auch bei den San Diego Gulls in der International Hockey League eingesetzt. 
Nach der Saison 1991/92 verließ er die Adirondack Red Wings und ging erneut für das Team Canada aufs Eis. Als Free Agent unterschrieb er im Verlauf der Saison 1993/94 einen Vertrag bei den Ottawa Senators, bei denen er 17 Partien absolvierte und dabei vier Scorerpunkte erzielte. Durchsetzen konnte er sich bei den Senators nicht. Es folgte ein weiteres Jahr bei den Atlanta Knights aus der IHL, ehe er im Sommer 1995 einen Wechsel nach Europa forcierte und zum finnischen Klub Tappara Tampere in die SM-liiga wechselte. Nach einem guten Jahr in Finnland, schloss er sich zur Spielzeit 1996/97 den Eisbären Berlin aus der Deutschen Eishockey Liga an.
Mit den Eisbären erreichte er 1999 den dritten Platz bei der European Hockey League. Im Jahr 2001 verließ er den Verein und war anschließend bis 2005 für den EC Bad Tölz in der 2. Bundesliga aktiv. Seine Karriere beendete Meyer nach der Saison 2005/06 beim SC Riessersee.

### International
Mayer nahm mit der kanadischen Nationalmannschaft an den Weltmeisterschaften 1993 und 1996 sowie an den Olympischen Spielen 1994 teil. Dabei absolvierte er insgesamt 24 A-Länderspiele und erzielte fünf Scorerpunkte. Des Weiteren kassierte er 22 Strafminuten.

### Als Trainer
Nach dem Ende seiner aktiven Eishockeykarriere arbeitet er zunächst bei den Eisbären Juniors Berlin als Trainer, ehe ihn die Verantwortlichen der Nürnberg Ice Tigers aus der DEL verpflichteten. Dort war er seit 2009 als Co-Trainer neben Andreas Brockmann beschäftigt, übernahm im September 2011 nach der Entlassung von Brockmann den Posten als Cheftrainer auf Interimsbasis und wurde dann nach einem Wochenende ebenfalls entlassen. In der Saison 2012/13 trainierte er die Schüler-Bundesliga-Mannschaft des EC Bad Tölz, ehe er zum EC Red Bull Salzburg wechselte und dort die Juniorenmannschaft aus der Molodjoschnaja Chokkeinaja Liga als Cheftrainer betreute.
2015 wechselte er innerhalb des Red Bull Hockey Model zum EHC Red Bull München, wo er bis 2017 als Video-Coach agierte. Zudem war er Assistenztrainer beim SC Riessersee aus der DEL2, einem der Kooperationspartner des Münchner Klubs. Anschließend arbeitete er als U18-Trainer bei EC Bad Tölz sowie zwischen 2019 und 2022 als Trainer bei den Starbulls Rosenheim. In der Saison 2022/23 war er Co-Trainer bei den Augsburger Panthern.

## Erfolge und Auszeichnungen
- 1987 Spengler-Cup-Gewinn mit dem Team Canada
- 1992 Calder-Cup-Gewinn mit den Adirondack Red Wings
- 1999 Dritter Platz bei der European Hockey League mit den Eisbären Berlin
- 2016 Deutscher Meister mit dem EHC München

### International
- 1994 Silbermedaille bei den Olympischen Winterspielen
- 1996 Silbermedaille bei der Weltmeisterschaft